# Шиллінгштедт
Шиллінгштедт (нім. Schillingstedt) — громада в Німеччині, розташована в землі Тюрингія. Входить до складу району Земмерда. Складова частина об'єднання громад Келледа.
Площа — 6,46 км2. Населення становить 240 ос. (станом на 2010).